# SpVgg Hochheide
Die SpVgg Hochheide (offiziell: Sportvereinigung Hochheide 1899/1919 e. V.) war ein Sportverein aus dem heutigen Duisburger Stadtteil Homberg. Die Fußballmannschaft spielte 15 Jahre lang in der höchsten niederrheinischen Amateurliga und die Feldhandallmannschaft war von 1951 bis 1957 als Mitglied der Oberliga Niederrhein sechs Jahre lang Erstligist.

## Geschichte
Der Verein wurde im Jahre 1919 als SV Hochheide gegründet. Drei Jahre später schlossen sich Teile des SC Union Homberg dem Verein an, der sich ab 1923 Sportvereinigung Homberg-Hochheide und später schlicht Sportvereinigung Hochheide nannte. Im Jahre 1945 fusionierte die Sportvereinigung mit dem 1889 gegründeten Turnverein Hochheide zur SG Hochheide, die im folgenden Jahr den Namen Sportvereinigung 89/19 Hochheide annahm. Im Juli 1969 fusionierte die SpVg 89/19 Hochheide mit dem Homberger Spielverein 03 zum VfB Homberg.

### Fußball
Nach dem Ende des Zweiten Weltkrieges gelang den Hochheidern im Jahre 1948 der Aufstieg in die Landesliga Niederrhein, die damals die höchste Amateurliga der Region bildete. Zunächst kämpfte die Mannschaft jahrelang gegen den Abstieg, ehe Mitte der 1950er Jahre ein sportlicher Höhenflug begann. 1954 wurden die Hochheider Vizemeister der Gruppe 2 hinter dem TuS Duisburg 48/99. Zwei Jahre später gelang die Qualifikation für die neu geschaffene Verbandsliga Niederrhein.
Gleich in der Debütsaison wurde die SpVgg niederrheinischer Vizemeister hinter dem VfL Benrath. Es folgten einige Jahre in der Spitzengruppe der Verbandsliga, ehe ab 1960 eine sportliche Talfahrt einsetzte. Schließlich stiegen die Hochheider 1963 in die Landesliga ab. Dort kam die Mannschaft nicht über Mittelmaß hinaus, so dass es 1969 zur Fusion mit dem Lokalrivalen Homberger SV kam. Mit Herbert Büssers brachte der Verein einen Bundesligaspieler hervor, während mit Erich Neumann ein ehemaliger Oberligaspieler seine Karriere in Hochheide beendete.

### Feldhandball
Die Feldhandball-Mannschaft der Hochheider stieg 1951 in die damals erstklassige Oberliga Niederrhein auf und konnte sich sechs Jahre lang in dieser Spielklasse halten. Damit war die Spielvereinigung hinter dem mehrmaligen deutschen Meister TuS Lintfort die Nummer zwei im damaligen Kreis Moers. Die besten Platzierungen gelangen am Ende der Saisons 1952/53 und 1954/55, als die Hochheider als Vierter die Teilnahme an der Westdeutschen Meisterschaft jeweils nur um einen Rang verpassten. 1957 musste die Mannschaft nach einem Entscheidungsspiel gegen den punktgleichen TV Kapellen nach sechs Jahren aus der Oberliga absteigen. Bei der Feldhandball-Weltmeisterschaft 1952 errang der Hochheider Torhüter Horst Bröker mit der deutschen Nationalmannschaft den Weltmeistertitel und hütete dabei im Endspiel gegen Schweden das deutsche Tor.